# Fuochi (programma radiofonico)
Fuochi è stato un programma radiofonico di genere musicale di grande successo, in onda dal lunedì al venerdì a partire dalle 23.30 sulle frequenze di Rai Radio 3 tra il 2003 e il 2008.
Ideata da Pino Saulo con la collaborazione di Nicola Catalano, la trasmissione si articolava secondo specifici temi (singoli musicisti, generi, periodi) che venivano ampiamente affrontati (di solito nell'arco di un'intera settimana) per mezzo dell'ascolto di una serie di brani e il relativo commento da parte di un esperto, con uno stile improntato da una certa leggerezza, senza tecnicismi, con una narrazione arricchita da qualche elemento biografico e non prettamente musicologico.
Nel corso degli anni vennero raccontati una quantità enorme di protagonisti delle scene musicali tra le più svariate, dal rock al jazz, da Canterbury al bebop, dalla musica classica a quella contemporanea, dal blues al soul, al progressive degli anni Settanta, ai cantautori folk, alla musica italiana. La trasmissione contava sul supporto di un numero elevato di collaboratori, per lo più critici e conduttori radiofonici esperti. A ognuno veniva affidata una settimana di programmazione la cui specificità si differenziava per caratteristiche di conduzione e contenuti musicali.
Tra i vari collaboratori si può ricordare in particolare Ernesto De Pascale, prematuramente scomparso nel 2011.

## Elenco delle puntate
L'elenco è incompleto (tra parentesi quadre i dati incerti).
2003
- 2003/09/02 - 2003/09/26 - Jimi Hendrix
- 2003/09/29 - 2003/10/03 - Duke Ellington
- 2003/10/06 - 2003/10/10 - Caetano Veloso
- 2003/10/13 - 2003/10/17 - Lennie Tristano
- 2003/10/20 - 2003/10/24 - Jerry Garcia
- 2003/10/27 - 2003/10/31 - Orchestra jazz in Italia
- 2003/11/03 - 2003/11/07 - Paris canaille
- 2003/11/10 - 2003/11/14 - Recitar cantando
- 2003/11/17 - 2003/11/21 - Eric Dolphy
- 2003/11/24 - 2003/11/28 - Corde ritorte
- 2003/12/01 - 2003/12/05 - Frank Zappa
- 2003/12/08 - 2003/12/12 - Free Funk
- 2003/12/15 - 2003/12/19 - New York Village
- 2003/12/22 - 2003/12/26 - Canzoni di Natale
- 2003/12/29 - 2004/01/02 - James Brown

2006
- 2006/01/16 - 2006/01/20 - Da Memphis a New Orleans: Viaggio nei luoghui del blues, di Gianluca Diana
- 2006/10/30 - 2006/11/03 - Il Blues del Delta: Son House, Robert Johnson e Charlie Patton, di Gianluca Diana

2007
- 2007/10/29 - 2007/11/02 - La musica dell'anima: i protagonisti, di Alberto Castelli
- 2007/11/05 - 2007/11/09 - Fiori, Sorrisi, Amori. Itinerari nella musica del Brasile, di Giuseppe Vigna

2008
- 2008/02/04 - 2008/02/25 - [Progressive]